# Владимирица
Владимирица или Ладомерица (алб. Lladomericë) је насељено место у општини Булћиза у округу Дибер, Албанија. Према попису из 1989. године било је 584 становника.
Према бугарском географу и историчару, Василу Канчову, у Владимирици је 1900. године живело 440 Словена муслимана. Српски етнограф Миленко Филиповић, 1940 године наводи да је Владимирица насеље са 150 кућа Словена муслимана.